# Министерство информации Камбоджи
Министе́рство информа́ции Камбо́джи (кхмер. ក្រួសងព័ត៌មាន) — орган исполнительной власти в Камбодже, осуществляющий государственное регулирование в сфере СМИ и информационных коммуникаций. Образовано в 1993 году. Находится в подчинении Совета Министров Королевства Камбоджа. В настоящее время главой ведомства является Кхиеу Каньярит (с 2004 года).

## Организационная структура
В непосредственном подчинении ведомства находятся:
- Департамент управления и финансов
- Департамент информации и радиовещания
- Информационное агентство «Кампучия»
- Национальное телевидение Кампучии
- Национальное радио Кампучии

## Руководители ведомства
- Чан Нак (1953—1954)
- Чау Сенг (1960—1962)
- Кеукы Лим (1970 — 1971)
- Кеукы Лим (1973 — 1975)
- Ху Ным (1975 — 10 апреля 1977)
- Юн Ят (6 июля 1977 — 7 января 1979)
- Иенг Маули (1993 — 1998)
- Кхиеу Каньярит (с 14 июля 2004)